# Tolueendiamine
Tolueendiamine wordt ook wel diaminotolueen of diaminomethylbenzeen genoemd. Tolueendiamine (TDA) is een aromatische verbinding verkregen door op de benzeenring van tolueen twee aminegroepen aan te brengen.

## Isomeren
Van TDA bestaan een aantal isomeren, die van elkaar verschillen door de plaats waar de aminogroepen op de benzeenring voorkomen. De twee belangrijkste zijn 2,4-tolueendiamine en 2,6-tolueendiamine. Andere isomeren zijn 2,3-, 2,5-, 3,4- en 3,5--TDA.
De brutoformule van alle isomeren is C7H10N2 en de molecuulmassa is 122,17 g/mol. Bij kamertemperatuur zijn het vaste stoffen.
| 2,4-tolueendiamine | 2,6-tolueendiamine | 2,5-tolueendiamine |
|                    |                    |                    |

## Synthese
TDA wordt geproduceerd door de katalytische reductie van dinitrotolueen met waterstof en  als katalysator typisch raneynikkel. In deze reactie wordt water als bijproduct gevormd. 
Technisch TDA is een mengsel van hoofdzakelijk 2,4-TDA met 2,6-TDA; de belangrijkste mengsels zijn 80/20 met 80% 2,4-TDA en 65/35 met 65% 2,4-TDA. De verdeling van de isomeren komt geheel voor rekening van de manier waarop dinitrotolueen gemaakt wordt. In de elektrofiele aromatische substitutie of Friedel-Craftsreactie geeft het reactiemechanisme duidelijk aan dat dit de twee te verwachten isomeren zijn.
Het productievolume van TDA in de Europese Unie is geschat op ongeveer 280.000 ton/jaar voor de periode 1999-2000.

## Toepassingen
Meer dan 99% van alle TDA wordt omgezet tot 2,4-tolueendiisocyanaat (2,4-TDI), door reactie met fosgeen. 2,4-TDI is een grondstof voor polyurethaanschuim.
Een kleine hoeveelheid zuiver 2,4-TDA wordt gebruikt als tussenproduct in de productie van kleurstoffen.

## Toxicologie en veiligheid
Zowel 2,4-TDA als de mengsels ervan zijn ingedeeld als giftige en milieugevaarlijke stof. Ze zijn mogelijk kankerverwekkend en mutageen voor de mens. Blootstelling aan TDA is enkel te verwachten in de bedrijven waar de stof wordt geproduceerd of verwerkt; consumenten worden niet aan TDA blootgesteld.